# Carinha de Anjo
Carinha de Anjo é uma telenovela brasileira produzida pelo SBT e exibida de 21 de novembro de 2016 a 6 de junho de 2018 em 403 capítulos, substituindo Cúmplices de um Resgate e sendo substituída por As Aventuras de Poliana.
A trama é baseada na telenovela argentina Papá corazón, escrita por Abel Santa Cruz em 1973 e que gerou a adaptação mais conhecida, Carita de ángel, no México em 1999. A versão foi adaptada por Leonor Corrêa, com a colaboração de André Rodrigues, Flávio Queiroz, Marina Pedral e Natalia Piserni, e supervisão de texto de Íris Abravanel. A direção geral foi de Ricardo Mantoanelli. Esta foi a segunda adaptação brasileira da obra, visto que a Rede Tupi apresentou em 1976 Papai Coração.
Conta com Lorena Queiroz, Bia Arantes, Carlo Porto, Karin Hils, Priscila Sol, Thiago Mendonça, Lucero e Dani Gondim nos papéis principais.

## Antecedentes
Em 1973, Abel Santa Cruz escreveu Papá corazón para a emissora argentina Canal 13. Logo em seguida, a obra original ganharia diversas versões na América Latina, começando com a mexicana Televisa produzindo e exibindo a refilmagem Mundo de juguete. Em 1976, a brasileira Rede Tupi adaptou o roteiro original argentino e produziu o remake Papai Coração. Mais tarde, surgiram outras versões da obra: a argentina Mundo de muñeca (1986), a mexicana Carita de ángel (2000–2001) e a adaptação livre paraguaia Papá del corazón (2008).
Posteriormente, Carita de ángel seria apresentada no Brasil, pelo SBT, em duas exibições e também foi reapresentada no país pela TLN Network, emissora do grupo Televisa. No SBT, a trama foi considerada um fenômeno, registrando médias que variavam de 18 a 21 pontos no Ibope na Grande São Paulo. A antecessora, Serafim, dava média de 13 pontos.
A versão mexicana registra a melhor audiência do SBT desde 1998, quando exibia Chiquititas. Carita de ángel repetiu o fenômeno Carrossel, produção infantil mexicana apresentada pela emissora em 1991.

### Divulgação
Para a divulgação da novela, o SBT apresentou parte dos personagens de Carinha de Anjo no show de Cúmplices de um Resgate, realizado no Ginásio do Ibirapuera em agosto de 2016. Maisa Silva, caracterizada como Juju Almeida, sua personagem em Carinha de Anjo, foi quem apresentou todo o show ao lado de Larissa Manoela e cantou sua música-tema de Carinha de Anjo pela primeira vez, “Anjo da Internet”. Na sequência a atriz mexicana e cantora internacional Lucero subiu ao palco, caracterizada como Teresa, sua personagem, e cantou três canções, entre elas, a música que é o tema de abertura da novela. Houve ainda a apresentação da protagonista Lorena Queiroz (Dulce Maria) e Karin Hils (irmã Fabiana) se apresentou ao lado das freiras e do elenco mirim da nova trama da emissora, a clássica canção "Oh Happy Day".
As primeiras prévias e chamadas começaram a serem veiculadas em setembro de 2016. No mesmo mês, a emissora lança um canal próprio no YouTube, o "Vlog da Juju" com Maisa Silva. Na novela, Juju é uma vlogueira conectada, que faz grande sucesso na internet com os seus vídeos.
Em novembro do mesmo ano, o SBT realizou uma coletiva de imprensa para apresentar a produção. Estavam presentes a autora Leonor Corrêa, a supervisora geral Iris Abravanel, o diretor-geral Ricardo Mantoanelli e o elenco completo da trama.
Outros programas de auditório da emissora receberam o elenco da novela, como a maratona televisiva Teleton, Silvio Santos, Máquina da Fama, Raul Gil, Ratinho, The Noite com Danilo Gentili, e Domingo Legal.

## Enredo
Dulce Maria é uma menina doce, ingênua, inteligente e alegre de 5 anos de idade. É brincalhona, aventureira e extremamente curiosa. Diverte a todos com seus comentários e perguntas indiscretas e surpreende com suas descobertas. Ela é filha única de Gustavo Lários (Carlo Porto), bem-sucedido empresário da cafeicultura brasileira, e da mexicana Teresa Rezende Lários (Lucero), mãe acolhedora de sábios conselhos e voz adorável, que faleceu num acidente quando Dulce Maria tinha apenas 3 anos de idade. Traumatizado com a tragédia, Gustavo deixou a filha no colégio interno católico rural: Doce Horizonte, e mudou-se para a Espanha. Durante dois anos, viveu isolado da família. Na ausência do pai, Dulce Maria contou com o afeto e os cuidados de Estefânia (Priscila Sol), prima de Gustavo (apelidada por ela de “Tia Perucas”) que é cheia de estilo e personalidade. Sua marca é o visual monocromático da cabeça aos pés, ou seja, da peruca ao sapato, que reflete seu humor. Recebeu ainda a atenção do Padre Gabriel (Alcemar Vieira), seu tio paterno, e de todas as freiras e noviças do internato onde vive e estuda.
Quase todas as noites, Dulce Maria sonha com Teresa. Elas se encontram numa lúdica casa de bonecas. Lá, mãe e filha vivem momentos mágicos, emocionantes, divertidos e a pequena Dulce é sempre abastecida de afeto e conselhos.
No colégio é muito querida por todos. Criativa nas aventuras, sempre disposta a ajudar, e por isso mesmo vive se metendo em encrenca e arrumando confusão. É lá que ela recebe o carinho maternal da noviça Cecília (Bia Arantes), professora dedicada, protetora e zelosa. Também tem como parceira de travessuras a irmã Fabiana (Karin Hils), uma noviça quase rebelde e engraçada que comanda o coral do colégio. Já a Madre Superiora (Eliana Guttman), diretora do internato, não esconde seu afeto especial por Dulce Maria, mas também não deixa de passar os sermões e exigências sempre que necessários.
A história começa quando Gustavo resolve voltar para a cidade de Doce Horizonte e mostrar que cometeu um grande erro ao se afastar da filha. Recuperado da depressão após a morte de Teresa, ele retorna determinado a reconstruir a vida ao lado de Dulce Maria. Para a surpresa de Estefânia (Tia Perucas) e Gabriel, ele não volta sozinho. Nicole Escobar (Dani Gondim), a nova namorada, esbanja beleza, porém nenhuma vocação para a maternidade. O que o empresário não sabe é que Nicole só está interessada no status e dinheiro que pode ter se casando com Gustavo. Haydee (Clarice Niskier), a mãe de Nicole, e Flávio (Eduardo Pelizzari), o irmão, paparicam Gustavo e sonham em se dar bem com a união do casal. Dulce Maria rejeita a ideia de ver o pai casado novamente. Ela tem medo que ele nunca mais se lembre da mãe dela. É nos braços da noviça Cecília que Dulce Maria mais encontra segurança. É a única “mulher feminina que sonha em ter como segunda mãe”. Ao contrário de Nicole, com quem tem constantes desavenças e nenhuma afinidade. Dulce Maria gostaria que as noviças pudessem se casar.
Os conflitos e questionamentos sobre a vocação religiosa da bela e doce Cecilia são constantes e, com o tempo, ela se vê dividida entre a religião e seus sentimentos velados por Gustavo. Com a chegada de Fátima (Rai Teichimam), irmã de Cecilia, a noviça recebe o incentivo para deixar a vida religiosa e lutar por seu amor. Mas, essa decisão não é nada fácil. Gustavo também não consegue esconder o fascínio que sente pela professora mais querida da filha desde o primeiro instante em que a encontra. Mas ele sabe que não pode alimentar um amor proibido. Não só pela resistência em assumir seus sentimentos, mas também por outras mulheres que aparecem em sua vida. Já Cecília, recebe uma atenção especial de André (Bruno Lopes), o médico da cidade.
Em casa, Dulce Maria convive com os funcionários: Silvestre (Blota Filho), o mordomo da família, e Franciely (Carol Loback), a cozinheira indiscreta. Logo aparece Vitor (Thiago Mendonça), amigo de Gustavo e chef de cozinha, que monta um food truck na cidade e se encanta pela Tia Perucas. Vitor conta com o auxílio da governanta Solange (Cristina Mutarelli), amiga de Silvestre. No luxuoso prédio onde vive Gustavo, mora uma família divertida e conectada que também se aproxima de Dulce Maria. A adolescente Juliana (Maisa Silva) é vlogueira, fã de tecnologia e tem um canal na internet que atrai milhões de acessos e visualizações, o “Vlog da Juju”. Seu irmão adotivo, Emílio (Gabriel Miller), se torna grande amigo de Dulce Maria. E ambos são filhos de Rosana (Ângela Dip), síndica do condomínio, moderna e despachada, que anda pela cidade com seu triciclo motorizado nada discreto. Seu jeito irreverente encanta o delegado Peixoto (José Rubens Chachá), responsável, junto com seu fiel escudeiro, o policial Ribeiro (Carlos Mariano), por resolver os casos policiais que aparecem na cidade.
Nesses dois anos de isolamento do pai de Dulce Maria, a empresa de Gustavo, Rey Café, ficou sob os cuidados do amigo e diretor jurídico, Cristóvão (Guilherme Gorski). Inicialmente ele é apaixonado por Estefânia, mas depois acaba se interessando por Fátima, o que desperta ciúme na secretária dele, Silvana (Silvia Franceschi).
Como toda garotinha, Dulce Maria tem no internato grandes amigas. As mais próximas são Adriana (Marianna Santos), Duda (Maria Eduarda Silva), Valentina (Valenthina Rodarte) e Lúcia (Helena Luz). Mas, uma dupla da pesada não se conforma com o carinho e atenção que Dulce recebe das noviças e não aceita sua liderança. Bárbara (Renata Randel) e Frida (Sienna Belle) provocam Dulce Maria, criando situações que possam complicar sua vida no colégio, com o intuito de prejudicá-la. No internato, Dulce Maria também encontra carinho e alegria na família do caseiro Inácio (Eddie Coelho) e sua esposa Diana (Camilla Camargo). Casal batalhador que cria os dois filhos com humildade e muito orgulho. O mais velho, Zeca (Jean Paulo Campos), está com quatorze anos e é fruto do casamento anterior de Inácio. É um garoto doce que sonha em fazer sucesso como cantor de música sertaneja. Zé Felipe (Leonardo Oliveira), o caçula, tem 6 anos. É elétrico e criativo, o mais bagunceiro da casa, sendo apelidado por Zeca de "seu bagunça". Com a contratação do jardineiro Pascoal (Camilo Bevilacqua) pela Madre Superiora, a família aumenta, já que ele se torna um avô postiço da garotada, além disso, Miguel (Pedro Miranda), que é sobrinho de Diana, vai morar com ela após a morte do pai, e também mostra talento para a música.

## Elenco
| Intérprete           | Personagem                                               |
| -------------------- | -------------------------------------------------------- |
| Lorena Queiroz       | Dulce Maria Rezende Lários                               |
| Bia Arantes          | Cecília Santos (Irmã Cecília) / Cecília Santos de Lários |
| Carlo Porto          | Gustavo Lários (Guga)                                    |
| Dani Gondim          | Nicole Escobar                                           |
| Karin Hils           | Fabiana Teixeira (Irmã Fabiana)                          |
| Priscila Sol         | Estefânia Lários (Tia Perucas)                           |
| Lucero               | Teresa Rezende Lários                                    |
| Eliana Guttman       | Madre Superiora Maristela                                |
| Thiago Mendonça      | Vitor Gamboa                                             |
| Maisa Silva          | Juliana Almeida (Juju)                                   |
| Jean Paulo Campos    | José Carlos de Oliveira (Zeca)                           |
| Bárbara Maia         | Cassandra Gamboa                                         |
| Clarice Niskier      | Haydee Escobar                                           |
| Dudu Pelizzari       | Flávio Escobar                                           |
| Sienna Belle         | Frida de Arruda Bittencourt Bastos                       |
| Renata Randel        | Bárbara Guerra Smith                                     |
| Daniel Alvim         | Leonardo Lários                                          |
| Ângela Dip           | Rosana Almeida                                           |
| Blota Filho          | Silvestre Moreira                                        |
| José Rubens Chachá   | Delegado Peixoto                                         |
| Gabriel Miller       | Emílio Almeida (Mimi)                                    |
| Leonardo Oliveira    | José Felipe de Oliveira (Zé Felipe)                      |
| Pedro Miranda        | Miguel Oliveira                                          |
| Marianna Santos      | Adriana Figueiredo                                       |
| Duda Silva           | Maria Eduarda Vilas (Duda)                               |
| Helena Luz           | Lúcia Junqueira                                          |
| Valenthina Rodarte   | Valenthina Ribeiro                                       |
| Camilla Camargo      | Diana de Oliveira                                        |
| Eddie Coelho         | Inácio de Oliveira                                       |
| Cristina Mutarelli   | Solange Ortiz                                            |
| Renata Brás          | Irmã Bene                                                |
| Carol Loback         | Franciely da Silva                                       |
| Alcemar Vieira       | Padre Gabriel Lários                                     |
| Bernardo Bibancos    | Rogério                                                  |
| Camilo Bevilacqua    | Pascoal Gomes                                            |
| Elisa Brites         | Verônica Matias                                          |
| Carlos Mariano       | Policial Ribeiro                                         |
| Kaleb Figueiredo     | Luciano de Arruda Bittencourt Bastos                     |
| Rai Teichimam        | Fátima Santos                                            |
| Bruno Lopes          | Dr. André Renato Vieira                                  |
| Guilherme Gorski     | Cristóvão Valdez                                         |
| Sílvia Franceschi    | Silvana Soares                                           |
| Jackie Obrigón       | Irmã Didi                                                |
| Luiza Nery           | Luciana (Lulu)                                           |
| Bruna Ximenes        | Irmã Rita                                                |
| Rachel Rennhack      | Irmã Ana                                                 |
| Laryssa Dias         | Irmã Luzia                                               |
| Jasmim Donega Sabino | Jasmim                                                   |
| Duda Matte           | Bruna                                                    |
| Brenda Santiago      | Brenda                                                   |
| Manuela Fernandes    | Fernanda                                                 |
| Isa Nakahara         | Isabela                                                  |
| Lara Fanganielo      | Lara                                                     |
| Giovanna Nasser      | Giovanna (Gio)                                           |
| Juju Mattos          | Ana Júlia                                                |
| Manuela Dieguez      | Débora                                                   |
| Luiza Aguirre        | Luiza                                                    |
| Manuela Munhoz       | Manuela                                                  |
| Mariana Amor         | Mariana                                                  |
| Sofia Rigoni         | Ana Sofia                                                |

### Participações especiais
| Intérprete          | Personagem              |
| ------------------- | ----------------------- |
| Stella Miranda      | Noêmia Medeiros         |
| Mylla Christie      | Drª. Alessandra         |
| Luiz Guilherme      | Adolfo Rezende          |
| Diego Cristo        | Osmar                   |
| João Fernandes      | Théo                    |
| Rodolfo Valente     | Ricardo Ávila           |
| Ana Vitória Bastos  | Beatriz Rossi           |
| Murilo Cezar        | Lucas Anderi            |
| Ângela Figueiredo   | Regina Matias           |
| Francisco Carvalho  | Rodrigo Antunes         |
| Eduardo Semerjian   | Murilo                  |
| Sill Esteves        | Micheli Medeiros        |
| Thogun Teixeira     | Jorjão                  |
| Daniel Granieri     | Laércio                 |
| Eduardo Costa       | Gilmar                  |
| Márcia Manfredini   | Genuína da Rocha        |
| Gabriel Muglia      | Tom Caldeiras           |
| Willian Mello       | Dr. Jairo               |
| Einat Falbel        | Érica                   |
| Gustavo Vaz         | Marcelo                 |
| Carolina Manica     | Paula                   |
| Marlei Cevada       | Papagaio                |
| Henrique Stroeter   | Coruja                  |
| Supla               | Tuca                    |
| Sylvia Design       | Djenane                 |
| Noemi Gerbelli      | Inspetora Olívia Veider |
| Gabriela Petry      | Selene                  |
| Enzo Krieger        | Nando                   |
| Fran Maya           | Miller                  |
| Luiz Araújo         | Valter                  |
| Walter Granieri     | Pepe                    |
| Deo Patrício        | Michelle Bastos         |
| Tiago Real          | Francisco Bastos        |
| Luciano Gatti       | Carlos Junqueira        |
| Anna Sant'Ana       | Gisele Junqueira        |
| Adriana Rabelo      | Francesca Rossi         |
| Zé Felipe           | Ele mesmo               |
| Felipe Castanhari   | Ele mesmo               |
| Eduardo Costa       | Ele mesmo               |
| Padre Fábio de Melo | Ele mesmo               |
| Milene Domingues    | Ela mesma               |
| Thaeme & Thiago     | Eles mesmos             |

## Recepção da crítica
A mídia mexicana teve reações mistas quando foi anunciado que Lucero aceitou o convite do SBT para atuar em Carinha de Anjo. A versão mexicana do portal estadunidense The Huffington Post publicou uma matéria intitulada "O que há com o sucesso de Lucero no Brasil?", na qual demonstra o sucesso que a atriz e cantora mexicana faz com os seus fãs brasileiros nas redes sociais e avalia que Lucero se tornou a "nova sensação da televisão brasileira". O site do jornal El Universal, em texto assinado por Luis Magaña, publicou uma matéria intitulada "Lucera triunfa em português", em que mostra o objetivo da atriz em aprender a língua portuguesa para atuar na telenovela. O jornal avalia que a atriz "está fazendo história" por "não apenas iniciar as gravações da novela", mas também pela "mobilização de público e meios de comunicação em um dos países mais povoados".
A edição em espanhol da revista People destacou que é a primeira vez que Lucero grava uma novela em um idioma que não é o espanhol, observando também que atriz está sendo recepcionada no país com status de estrela por seus fãs brasileiros. A mesma revista ainda fez uma apresentação de Lorena Queiroz, protagonista mirim da novela, a quem chamou de "menina simpática", falando que ela tem "muitíssimo talento", e, "sem dúvidas", possui um "rosto angelical".
Na avaliação do site de celebridades Mundo Hispano, a atriz perdeu a sua estrela, como opina no texto "A sua estrela se apaga? Lucero aceita trabalho de baixo nível", que foi publicado pelo site em abril de 2016. O site avaliou que a atriz iria interpretar um papel secundário na novela e ainda diz que o SBT era uma "televisão pequena". Meses após o texto ser publicado pelo site, a colunista Keila Jimenez, do portal brasileiro R7, requentou a história, ao falar que a atriz estava sendo "desprezada" pela mídia hispânica, citando ainda o texto do site Mundo Hispano.

## Exibição
O primeiro capítulo de Carinha de Anjo foi exibido no dia 21 de novembro de 2016, dividindo horário e sendo exibido após Cúmplices de um Resgate. A telenovela infanto-juvenil foi exibida de segunda a sexta, com a classificação indicativa de livre para todos os públicos. Junto com a produção e o lançamento de Carinha de Anjo, a emissora também definiu a sua substituta, As Aventuras de Poliana.

### Reprise
Foi reapresentada de 4 de outubro de 2021 a 10 de agosto de 2022, em 233 capítulos, substituindo Chiquititas e sendo substituída por Cúmplices de um Resgate (sua antecessora original), uma vez que as gravações de Poliana Moça ainda estavam em fase de retomada devido à Pandemia de COVID-19. A reprise começou sendo exibida às 20h30min, mas em 21 de março de 2022, com a estreia de Poliana Moça, a trama passou a ser exibida na sequência da mesma, às 21h30min. Foi exibida também aos sábados até o dia 19 de março de 2022. Nos dias 5, 12 e 26 de abril, 28 de junho, 5 de julho, 2 e 9 de agosto de 2022, a trama não foi exibida devido à transmissão dos jogos da Copa Libertadores da América. Em 15 de junho, a trama também não foi exibida por conta da exibição da 59.ª edição do Troféu Imprensa, e em 21 e 26 de julho em ocasião da cobertura dos jogos da Seleção Brasileira contra as equipes do Peru e Paraguai pela Copa América Feminina.
Foi reprisada pela segunda vez de 4 de março de 2024 a 7 de fevereiro de 2025, em 243 capítulos, substituindo Chiquititas e sendo substituída por Quando me Apaixono (que teve o horário alterado) na faixa das 13h30. De 4 a 15 de março, foi transmitida localmente apenas para o SBT São Paulo e outras praças sem programação local. A partir do dia 18 de março, entrou em rede nacional com uma edição alternativa para alinhar os capítulos. Não foi ao ar nos dias 25 de dezembro de 2024 e 1.° de janeiro de 2025 devido à exibição do especial Feriadão SBT.

### Exibição nas plataformas digitais
Em 1 de outubro de 2021, Carinha de Anjo foi disponibilizada no streaming Netflix, não só no Brasil, mas em Portugal, Angola e Moçambique também. No entanto, teve a versão internacional de 290 episódios em vez dos 403 exibidos originalmente nos anos de 2016 e 2018 no SBT.
Outras mídias
A novela se encontra disponível no serviço de streaming +SBT que antes era o SBT Vídeos, com todas as suas características originais, e na versão íntegral com os 403 capítulos, exibida pela emissora em 2016 até 2018.
Está sendo exibida pelo canal +Kids no streaming +SBT desde 17 de julho de 2025 substituindo Carrossel.

### Exibição internacional
Carinha de Anjo foi exibida pelo canal pago ZAP Novelas para os países Angola e Moçambique de 23 de maio de 2018 a 2 de julho de 2019 substituindo O Fantástico Prédio 11-11 e sendo substituída pela vigésima segunda temporada de Malhação.  Na América Latina, Carinha de Anjo estreou no dia 14 de agosto de 2021 na TC Televisión no Equador, ao ar aos sábados às 9:00 para um capítulo. Na Venezuela, a novela estreou na Venevision em 4 de outubro de 2021 às 17h00, com exibição de segunda a sexta-feira.
| País       | Canal                 | Ano de estreia |
| ---------- | --------------------- | -------------- |
| Angola     | Zap Novelas           | 2018           |
| Moçambique | Zap Novelas           | 2018           |
| Equador    | TC Televisión         | 2021           |
| Venezuela  | Venevision            | 2021           |
| Bolívia    | Cadena A Red Nacional | 2021           |
| Costa Rica | Teletica              | 2022           |
| Portugal   | SIC K                 | 2022           |

## Audiência
Exibição original
No primeiro capítulo exibido no dia 21 de novembro de 2016, a novela marcou 13,4 pontos, segundo dados prévios de audiência, ficando atrás da estreia de sua antecessora, Cúmplices de um Resgate, alcançando o terceiro lugar por uma diferença menor para a Rede Record, que exibia a novela A Terra Prometida, mas apesar disso, a novela manteve os bons índices marcados pelo SBT no horário. Na audiência consolidada, Carinha de Anjo marcou 13,6 pontos, enquanto a Record marcou 14,1 e a Globo fechou com 28 pontos no mesmo horário em que o SBT exibia a novela.
Logo após o final de sua antecessora, a novela sofreu uma queda nos índices e no dia 14 de dezembro de 2016 registrou 12 pontos de média, atingindo 10,2 pontos em 21 de dezembro de 2016. No entanto, seu recorde negativo foi registrado pela primeira vez no dia 30 de março de 2017, quando chegou a 7,8 pontos, sendo ocasionado pelo desligamento do sinal analógico em São Paulo e Região Metropolitana e com a saída dos canais do grupo Simba Content das operadoras de TV por Assinatura. Mas o seu pior índice mesmo foi registrado no dia 1 de janeiro de 2018 quando chegou a 7,4 pontos, sendo esse o seu recorde negativo e sua menor média.
Desde então vinha mantendo uma disputa acirrada contra a RecordTV pelo segundo lugar no horário das 20h30, chegando a vencer a mesma em diversos momentos. Bateu recorde anual no dia 24 de julho de 2017 quando chegou aos 12,7 pontos com pico de 14 e assumindo a vice liderança isolada. Bateu novamente seu recorde no dia 28 de setembro de 2017, quando chegou aos 13 pontos de média com a estreia do clipe da versão de  "Pirulito que bate bate" da cantora Lucero e a cena em que as personagens Cecília e Gustavo seguram as mãos pela primeira vez.
Em 21 de maio de 2018, a novela bate seu segundo recorde anual chegando aos 14 pontos de média, índice que não era visto desde a estréia e alcançou a vice-liderança isolada abrindo cinco pontos de vantagem contra a RecordTV que exibia a novela Apocalipse. Desde então, em sua reta final, manteve médias entre 13 e 14 pontos, impulsionando a sua sucessora As Aventuras de Poliana e a reprise de Chiquititas no horário nobre, além de vencer a RecordTV com larga vantagem.
No seu penúltimo capítulo exibido em 5 de junho de 2018 a trama registrou 14,6 (15) pontos de média e também se isolou na vice-liderança. O último capítulo registrou 14,5 (15) e também assumiu a vice-liderança, se tornando a segunda melhor média de um último capítulo de uma trama infantil desde a inclusão na faixa com Carrossel. Ao todo, a novela fechou com média geral de 10,47 pontos, menor média das tramas infantis anteriores do SBT exibida na faixa das 20h30, mas terminou com o índice considerado satisfatório para o horário, além de fechar com alto números de acessos nas redes sociais e no próprio site da emissora.
Primeira reprise
Reestreou com 5,5 pontos e picos de 6,8, apresentando o pior desempenho de uma estreia das tramas infantis desde o seu início em 2012. O segundo capítulo obteve 5,7 pontos e picos de 7,2. O terceiro capítulo obteve 6,2 pontos. O quarto capítulo obteve recorde de 7,5 pontos. Em 11 de novembro de 2021, bate recorde com 7,6 pontos. Em 27 de novembro, sendo beneficiada pela audiência da Final da Copa Libertadores da América, bateu novo recorde com 8,2 pontos. Em 6 de janeiro de 2022, crava 8,3 pontos, superando seu recorde anterior, além de assumir por vários minutos a vice-liderança. Em 12 de janeiro, volta a bater mais um recorde e assumir a vice-liderança isolada com 8,5 pontos.
Em 22 de outubro de 2021, amargou o seu pior índice com 4,2 pontos.
O último capítulo registrou 7,4 pontos, assumindo com traquilidade a vice-liderança. No entanto, teve o final menos assistido das infantis. Fechou com a média geral de 6,5 pontos.
Segunda reprise
Reestreou com 3,1 pontos. O segundo capítulo registrou 2,9 pontos. O quarto capítulo registrou 3,5 pontos. Em 12 de dezembro de 2024 registrou 4 pontos.
O último capítulo registrou 3,4 pontos e foi a atração mais assistida do dia 7 de fevereiro de 2025. Teve média geral de 3,2 pontos.